# Ancistranthus harpochiloides
Ancistranthus es un género monotípico de plantas herbáceas perteneciente a la familia Acanthaceae. Su única  especie: Ancistranthus harpochiloides (Griseb.) Lindau , es originaria  de Cuba donde se encuentra en el Parque nacional del Valle de Viñales.

## Descripción
Es una planta herbácea de tallo lampiño; con hojas oblongas, de 5–12 cm, largamente acuminadas en el ápice, la base sub-redondeada, a veces asimétrica, el nervio medio prominente en el envés, los secundarios laxamente reticulados, glabras; pedicelo corto, las brácteas de 2 mm, subuladas; lóbulos del cáliz lanceolados, de 7–9 mm, glabros; corola de 3–4 cm, glabra por fuera, pubescente por dentro en la garganta, el tubo de cerca de 1 cm, el labio superior muy encorvado, de unos 3 cm, el inferior recurvo, de unos 28 mm, 3-lobulado; cápsula elíptico-oblonga, de 2 cm, 4-sperma; con semillas rugosas, orbiculares, de 5 mm.

## Taxonomía
Ancistranthus harpochiloides fue descrita por (M.Gómez) Lindau y publicado en Symbolae Antillanae seu Fundamenta Florae Indiae Occidentalis 2: 226. 1900.
sinonimia
- Dianthera harpochiloides Griseb. Catalogus plantarum cubensium . 196. 1866.
- Jacobinia harpochiloides (Griseb.) Benth.[3]